# ツギクルブックス
ツギクルブックスは、SBクリエイティブの子会社であるツギクルが刊行する新文芸系の小説レーベル。2017年2月創刊。
コンセプトは「大人が本当に読みたい作品の発掘」。

## 概要
2017年2月創刊。Webサービス「ツギクル」や「小説家になろう」に投稿された作品を主に書籍化しており、いわゆるKADOKAWAが新たなジャンルとして提唱した「新文芸」と見做されている。刊行はツギクルが行い、出版は親会社であるSBクリエイティブが行う。
創刊前の2016年には「ツギクルブックス創刊記念大賞」が開催され、大賞に作：咲夜の『カット&ペーストでこの世界を生きていく』が、佳作に作：佐藤真登『迷宮にて、没落少女は縦ロールを武器に成り上がる』、作：うみ『ぼっちでもなんとか生きてます(惑星探査物)』、作：原幌平晴『栄光の昭和』の3作品が選出。大賞受賞作品は同レーベルより書籍化された。

## 作品一覧

### あ行
| シリーズ名 | 著者             | イラスト     | 巻数     |
| --- | ---------------- | ------------ | -------- |
| 悪夢から目覚めた傲慢令嬢はやり直しを模索中                                                                           | もり             | 六原ミツヂ   | 既刊1巻  |
| 悪役令嬢は旦那様と離縁がしたい! 〜好き勝手やっていたのに何故か『王太子妃の鑑』なんて呼ばれているのですが〜           | 華宮ルキ         | 紫藤むらさき | 既刊1巻  |
| アラフォー男の異世界通販生活                                                                                         | 朝倉一二三       | やまかわ     | 既刊3巻  |
| アラフォー冒険者、伝説となる 〜SSランクの娘に強化されたらSSSランクになりました〜                                     | 延野正行         | 吉武         | 既刊2巻  |
| 異世界コンビニおもてなし繁盛記                                                                                       | 鬼ノ城ミヤ       | シソ         | 既刊1巻  |
| 異世界召喚されてきた聖女様が「彼氏が死んだ」と泣くばかりで働いてくれません。ところでその死んだ彼氏、前世の俺ですね。 | 花果唯           | たらんぼマン | 既刊1巻  |
| 異世界でレシピ本を発行しようと思います!                                                                              | 櫻井みこと       | 漣ミサ       | 既刊1巻  |
| 異世界に転移したら山の中だった。反動で強さよりも快適さを選びました。                                                 | じゃがバター     | 岩崎美奈子   | 既刊14巻 |
| 異世界の戦士として国に招かれたけど、断って兵士から始める事にした                                                     | アネコユサギ     | 成瀬ちさと   | 既刊2巻  |
| 妹ちゃん、俺リストラされちゃった 〜え、転職したら隊長? スキル「○○返し」で楽しく暮らします〜                          | アメカワ・リーチ | なかむら     | 既刊1巻  |
| 王妃になる予定でしたが、偽聖女の汚名を着せられたので逃亡したら、皇太子に溺愛されました。そちらもどうぞお幸せに。     | 糸加             | はま         | 既刊4巻  |
| おきらく女魔導士とメイド人形の開拓記 〜私は楽して生きたいの!〜                                                       | 佐々木さざめき   | おきつね     | 既刊1巻  |
| おっさんのリメイク冒険日記 〜オートキャンプから始まる異世界満喫ライフ〜                                              | 緋色優希         | 市丸きすけ   | 全6巻    |
| お荷物令嬢は覚醒して王国の民を守りたい!                                                                              | 暮田呉子         | woonak       | 既刊2巻  |
| おばちゃん（?）聖女、我が道を行く 〜聖女として召喚されたけど、お城にはとどまりません〜                               | 実川えむ         | 那流         | 既刊1巻  |

### か行
| シリーズ名                                                                                                | 著者                                  | イラスト                                                                | 巻数    |
| --- | ------------------------------------- | ----------------------------------------------------------------------- | ------- |
| カット&ペーストでこの世界を生きていく                                                                     | 咲夜（1 - 7巻） 天野ハザマ（6 - 7巻） | PiNe（1 - 2巻） 乾和音（3 - 4巻） 茶餅（5巻） オウカ（6巻） 眠介（7巻） | 全7巻   |
| カフェオレはエリクサー 〜喫茶店の常連客が世界を救う。どうやら私は錬金術師らしい〜                         | 富士とまと                            | 紫藤むらさき                                                            | 既刊1巻 |
| 身体は児童、中身はおっさんの成り上がり冒険記                                                              | 力水                                  | みっつばー                                                              | 既刊3巻 |
| 騎士団長の息子は悪役令嬢を溺愛する                                                                        | yui/サウスのサウス                    | 春が野かおる                                                            | 既刊2巻 |
| 逆行した悪役令嬢は、なぜか魔力を失ったので深窓の令嬢になります                                            | 蒼伊                                  | RAHWIA                                                                  | 既刊7巻 |
| 嫌われたいの 〜好色王の妃を全力で回避します〜                                                             | 春野こもも                            | 雪子                                                                    | 全3巻   |
| 嫌われ勇者に転生したので愛され勇者を目指します! 〜すべての「ざまぁ」フラグをへし折って堅実に暮らしたい!〜 | 鈴木竜一                              | とよた瑣織                                                              | 既刊1巻 |
| 金貨1枚で変わる冒険者生活                                                                                 | 天野ハザマ                            | 三弥カズトモ                                                            | 既刊1巻 |
| 薬屋経営してみたら、利益が恐ろしいことになりました 〜平民だからと追放された元宮廷錬金術士の物語〜         | まいか                                | 志田                                                                    | 既刊2巻 |
| 穢れた血だと追放された魔力無限の精霊魔術士                                                                | 冬月光輝                              | てんまそ                                                                | 既刊1巻 |
| 皇太子と婚約したら余命が10年に縮んだので、謎解きはじめます!                                               | 富士とまと                            | 新井テル子                                                              | 既刊1巻 |
| こじらせ王太子と約束の姫君                                                                                | 栗須まり                              | 村上ゆいち                                                              | 既刊1巻 |
| こんなはずじゃなかった? それは残念でしたね 〜私は自由気ままに暮らしたい〜                                 | 風見ゆうみ                            | しあびす                                                                | 既刊1巻 |
| 婚約解消を提案したら王太子様に溺愛されました 〜お手をどうぞ、僕の君〜                                     | 春風悠里                              | 花染なぎさ                                                              | 既刊1巻 |
| 婚約者が明日、結婚するそうです。                                                                          | 櫻井みこと                            | カズアキ                                                                | 既刊1巻 |
| 婚約破棄23回の冷血貴公子は田舎のポンコツ令嬢にふりまわされる                                              | 玉川玉子                              | みつなり都                                                              | 既刊1巻 |

### さ行
| シリーズ名                                                                            | 著者             | イラスト     | 巻数    |
| ------------------------------------------------------------------------------------- | ---------------- | ------------ | ------- |
| 三食昼寝付き生活を約束してください、公爵様                                            | チカフジユキ     | 眠介         | 既刊4巻 |
| 幸せに暮らしてますので放っておいてください!                                           | 風見ゆうみ       | CONACO       | 既刊1巻 |
| 死に戻り令嬢の仮初め結婚 〜二度目の人生は生真面目将軍と星獣もふもふ〜                 | 日車メレ         | shoyu        | 既刊1巻 |
| 弱小貴族の異世界奮闘記 〜うちの領地が大貴族に囲まれてて大変なんです〜                 | kitatu           | 阿倍野ちゃこ | 既刊3巻 |
| 社交界の毒婦とよばれる私 〜素敵な辺境伯令息に腕を折られたので、責任とってもらいます〜 | 来須みかん       | 眠介         | 既刊2巻 |
| 社畜騎士がSランク冒険者に拾われてヒモになる話 〜養われながらスローライフ〜            | 岸本和葉         | 匈歌ハトリ   | 既刊2巻 |
| 自力で異世界へ! 〜優しい仲間と一緒に異世界生活を満喫します〜                          | 西の果てのぺろ。 | 六七質       | 既刊1巻 |
| 絶望令嬢の華麗なる離婚 〜幼馴染の大公閣下の溺愛が止まらないのです〜                   | 高槻和衣         | 白谷ゆう     | 既刊2巻 |
| その冒険者、取り扱い注意。 〜正体は無敵の下僕たちを統べる異世界最強の魔導王〜         | Sin Guilty       | M.B          | 既刊2巻 |

### た行
| シリーズ名                                                                                                 | 著者               | イラスト     | 巻数    |
| --- | ------------------ | ------------ | ------- |
| 第3王子はスローライフをご所望                                                                              | yui/サウスのサウス | 色谷あすか   | 既刊1巻 |
| ただ静かに消え去るつもりでした                                                                             | 結城芙由奈         | 椎名咲月     | 既刊1巻 |
| ちったい俺の巻き込まれ異世界生活                                                                           | ぬー               | こよいみつき | 既刊8巻 |
| 追放悪役令嬢、只今監視中!                                                                                  | 扇つくも           | くろでこ     | 既刊1巻 |
| 追放悪役令嬢の旦那様                                                                                       | 古森きり           | ゆき哉       | 既刊9巻 |
| 追放されたので、暗殺一家直伝の影魔法で王女の護衛はじめました! 〜でも、暗殺者なのに人は殺したくありません〜 | 煙雨               | 福きつね     | 既刊1巻 |
| 追放聖女の勝ち上がりライフ                                                                                 | まゆらん           | とぐろなす   | 既刊2巻 |
| 追放聖女のどろんこ農園生活 〜いつのまにか隣国を救ってしまいました〜                                        | よどら文鳥         | 縹ヨツバ     | 既刊1巻 |
| 追放冒険者のやりなおし 〜妖精界で鍛えなおして自分の居場所をつくる〜                                        | 霜月雹花           | 荒野         | 既刊1巻 |
| 出ていけ、と言われたので出ていきます                                                                       | 枝豆ずんだ         | 緑川明       | 既刊5巻 |
| 転生貴族の優雅な生活                                                                                       | 綿屋ミント         | 秋吉しま     | 既刊2巻 |
| 転生したけどチート能力を使わないで生きてみる                                                               | 大邦将人           | 碧風羽       | 既刊1巻 |
| 転生令嬢は逃げ出した森の中、スキルを駆使して潜伏生活を満喫する                                             | 灰羽アリス         | 麻先みち     | 既刊2巻 |

### は行
| シリーズ名                                                                                               | 著者                 | イラスト   | 巻数    |
| --- | -------------------- | ---------- | ------- |
| 被追放者たちだけの新興勢力ハンパねぇ 〜手のひら返しは許さねぇ、ゴメンで済んだら俺たちはいねぇんだよ!〜   | アニッキーブラッザー | 市丸きすけ | 既刊2巻 |
| 人質生活から始めるスローライフ                                                                           | 小賀いちご           | 結城リカ   | 既刊2巻 |
| 一人キャンプしたら異世界に転移した話                                                                     | トロ猫               | むに       | 全6巻   |
| ブサ猫に変えられた気弱令嬢ですが、最恐の軍人公爵に拾われて気絶寸前です                                   | 岡達英茉             | 日下コウ   | 既刊1巻 |
| 普通職の異世界スローライフ 〜チート（があるくせに小者）な薬剤師の無双（しない）物語〜                    | 仏ょも               | やまかわ   | 既刊2巻 |
| 平凡な令嬢 エリス・ラースの日常                                                                          | まゆらん             | 羽公       | 全3巻   |
| 辺境に追放された第5王子は【幸運】スキルでさくさく生き延びます                                            | 高見梁川             | 憂目さと   | 既刊2巻 |
| 僕のかわいい娘は双子の賢者 〜特技がデバフの底辺黒魔導士、育てた双子の娘がSランクの大賢者になってしまう〜 | メソポ・たみあ       | torino     | 既刊1巻 |
| 僕の部屋がダンジョンの休憩所になってしまった件                                                           | 東国不動             | JUNA       | 既刊3巻 |
| 没落貴族の俺がハズレ（?）スキル『超器用貧乏』で大賢者と呼ばれるまで                                      | 八神凪               | リッター   | 既刊1巻 |

### ま行
| シリーズ名 | 著者           | イラスト   | 巻数     |
| --- | -------------- | ---------- | -------- |
| ミリモス・サーガ――末弟王子の転生戦記                                                                                           | 中文字         | 岩崎美奈子 | 既刊2巻  |
| 娘を婚約破棄された最強軍人、国を見限り辺境へ                                                                                   | 謙虚なサークル | 吉武       | 既刊1巻  |
| 「もう‥‥働きたくないんです」冒険者なんか辞めてやる。今更、待遇を変えるからとお願いされてもお断りです。僕はぜーったい働きません | 縛炎           | 兎塚エイジ | 既刊2巻  |
| 萌え豚転生 〜悪徳商人だけど勇者を差し置いて異世界無双してみた〜                                                                | 神通力         | 桧野ひなこ | 既刊1巻  |
| もふもふを知らなかったら人生の半分は無駄にしていた                                                                             | ひつじのはね   | 戸部淑     | 既刊18巻 |

### や行
| シリーズ名                                                                | 著者     | イラスト | 巻数  |
| ------------------------------------------------------------------------- | -------- | -------- | ----- |
| 優しい家族と、たくさんのもふもふに囲まれて。 〜異世界で幸せに暮らします〜 | ありぽん | Tobi     | 全8巻 |

### ら行
| シリーズ名       | 著者         | イラスト | 巻数    |
| ---------------- | ------------ | -------- | ------- |
| リオンクール戦記 | 小倉ひろあき | toi8     | 既刊2巻 |

## アニメ化作品
| 作品                         | 放送年 | アニメーション制作         | 備考 |
| ---------------------------- | ------ | -------------------------- | ---- |
| アラフォー男の異世界通販生活 | 2025年 | イーストフィッシュスタジオ |      |